# Associazione Calcio Entella 1939-1940
Questa voce raccoglie le informazioni riguardanti l'Associazione Calcio Entella nelle competizioni ufficiali della stagione 1939-1940.

## Divise
| Prima divisa |

## Rosa
| N. |                   | Ruolo | Calciatore           |
| -- | ----------------- | ----- | -------------------- |
|    | Italia (bandiera) |       | Paolo Bacigalupo     |
|    | Italia (bandiera) |       | Baldini              |
|    | Italia (bandiera) |       | Gino Becattini       |
|    | Italia (bandiera) |       | Dante Biancalani     |
|    | Italia (bandiera) |       | Giovanni Canale      |
|    | Italia (bandiera) |       | L. Carpi             |
|    | Italia (bandiera) |       | Antonio Castagnino I |
|    | Italia (bandiera) |       | Romolo Castagnino II |
|    | Italia (bandiera) |       | Pietro Caviglia      |
|    | Italia (bandiera) |       | Giovanni Chiesa      |
|    | Italia (bandiera) |       | Fiore Cò             |
|    | Italia (bandiera) |       | Giuseppe Custo I     |

| N. |                   | Ruolo | Calciatore                      |
| -- | ----------------- | ----- | ------------------------------- |
|    | Italia (bandiera) |       | Tino De Maurizi                 |
|    | Italia (bandiera) |       | Michele Giachino                |
|    | Italia (bandiera) |       | Abramo Guidetti                 |
|    | Italia (bandiera) |       | Albino Lena                     |
|    | Italia (bandiera) |       | Rodolfo Martinetto              |
|    | Italia (bandiera) |       | Carlo Motto                     |
|    | Italia (bandiera) |       | Lorenzo Piana                   |
|    | Italia (bandiera) |       | Mario Puppo                     |
|    | Italia (bandiera) |       | Giovanni Battista Sanguineti II |
|    | Italia (bandiera) |       | Cesare Testera                  |
|    | Italia (bandiera) |       | Mario Vaccaro                   |
|    | Italia (bandiera) |       | Luigi Vernazzani                |